# زیردریایی یو-۲۶۸
زیردریایی یو-۲۶۸ (به انگلیسی: German submarine U-268) یک زیردریایی بود که طول آن ۶۷٫۱ متر (۲۲۰ فوت ۲ اینچ) بود. این زیردریایی در سال ۱۹۴۲ ساخته شد.